# Lolliano Mavorzio
Quinto Flavio Mesio Egnazio Lolliano, detto Mavorzio (in latino Quintus Flavius Maesius Egnatius Lollianus, signo Mavortius; 330 – 356), è stato un politico e militare romano, di età imperiale.

## Biografia
Lolliano, che era pagano, fu consularis Campaniae (governatore della Campania) dal 328 al 335, comes Orientis dal 330 al 336, proconsole d'Africa dal 334 al 337, praefectus urbi nel 342, console nel 355 e prefetto del pretorio nel 355-356.
Incoraggiò lo scrittore siciliano di rango senatoriale Giulio Firmico Materno a scrivere un trattato astrologico, il Matheseos libri VIII, che gli fu poi dedicato.

## Mavorzio e Mamozio
Nel XVIII secolo fu ritrovata a Pozzuoli una statua acefala di Mavorzio; la statua, restaurata, entrò nel folklore locale come "santo Mamozio".